# Frindsbury Extra
Frindsbury Extra – civil parish w Anglii, w Kent, w dystrykcie Medway. W 2011 civil parish liczyła 6501 mieszkańców.